# Isla Ponui
La isla de Ponui (también conocida como isla de Chamberlin) es una isla de propiedad privada ubicada en el golfo de Hauraki, al este de la ciudad de Auckland, Nueva Zelanda. Se encuentra al sureste de la isla Waiheke, en el extremo este del estrecho de Tamaki, que separa la isla de las cordilleras de Hunua en el continente hacia el sur.

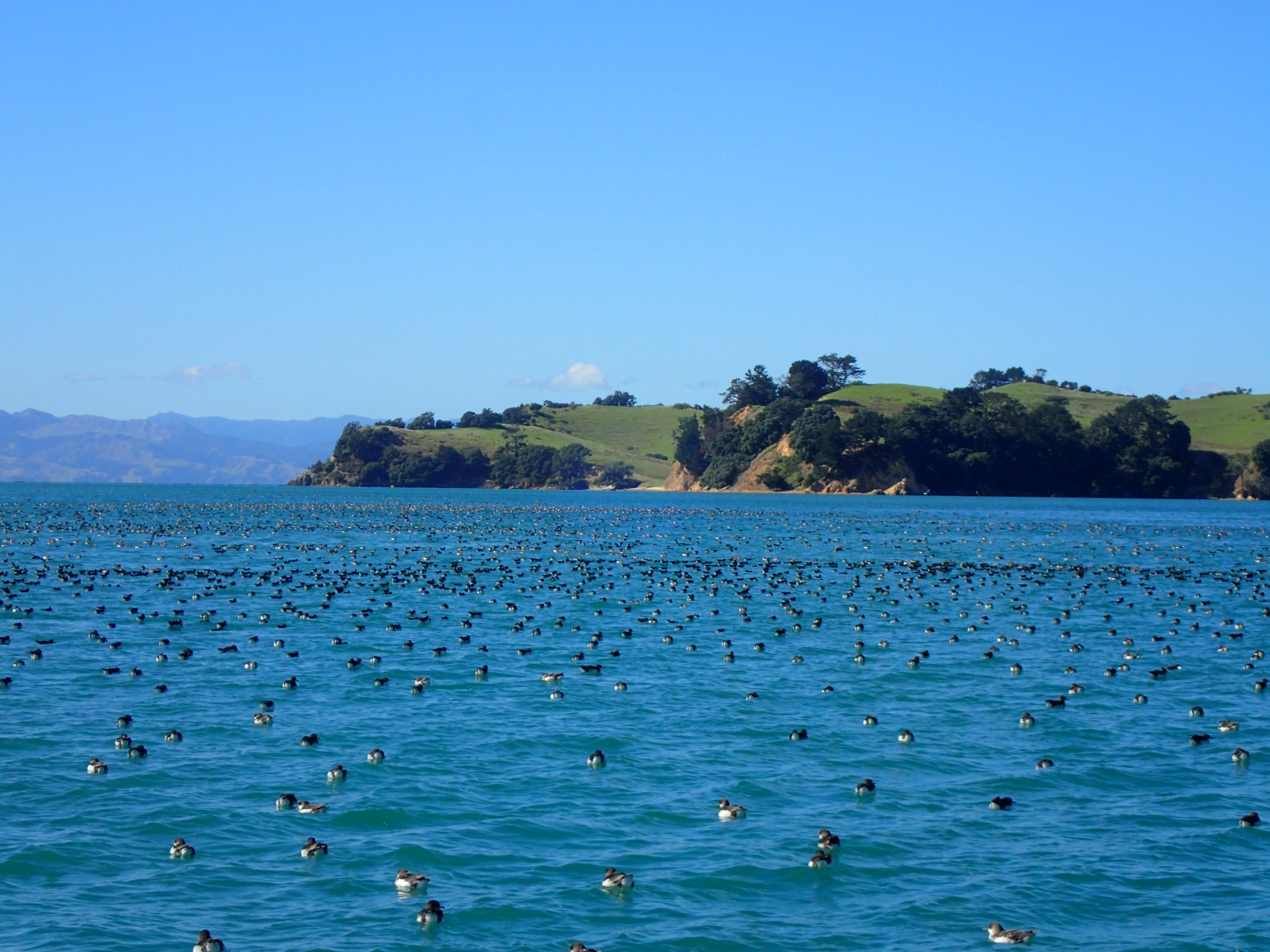
Pardelas revoloteando, esperando en la isla de Ponui para la próxima excursión de pesca

El Ministerio de Cultura y Patrimonio de Nueva Zelanda traduce Pōnui como «noche larga». En la isla se han hallado algunos de los primeros restos arqueológicos de los primeros maoríes de la región de Auckland, que datan de al menos el siglo XV.
Tiene una superficie de 18 km2 y ha sido cultivada por la familia Chamberlin desde 1853. En la actualidad, consta de tres granjas: dos, propiedad de la familia Chamberlin y una, de John Spencer. Los únicos habitantes permanentes (nueve en el censo de 2001) están asociados a las explotaciones que se dedican predominantemente a la cría de ovejas. Desde la década de 1880 hasta principios del siglo XX, se extrajo piedra y arena de la isla para su uso en estructuras de hormigón en Auckland.

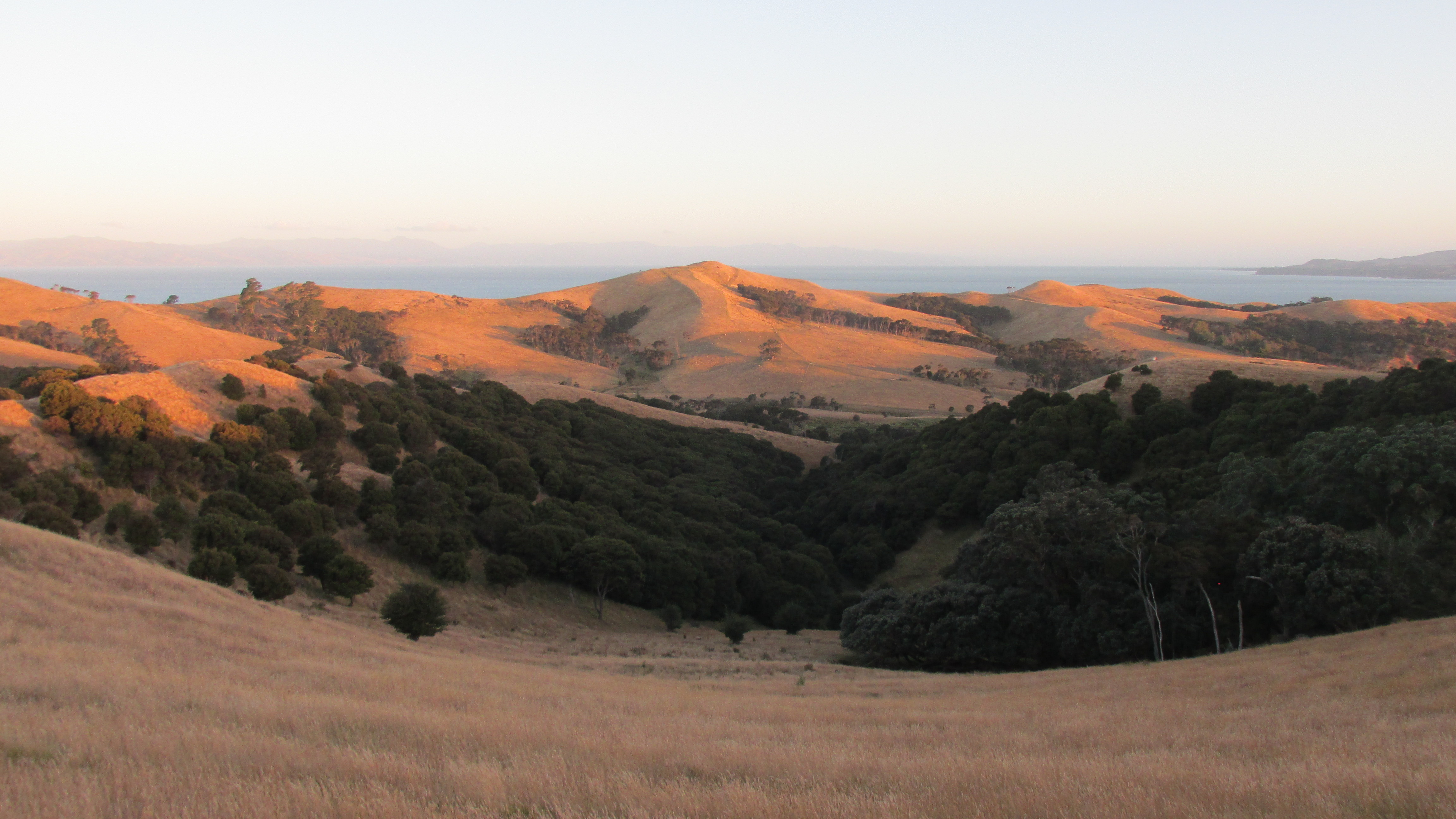
Tierras de cultivo y arbustos nativos en la isla de Ponui

Ponui es muy popular entre las organizaciones escultistas, que llevan organizando campamentos en su territorio desde 1932.

De la isla es oriunda la única raza de burros salvajes de Nueva Zelanda, el burro ponui. También tiene una gran población de kiwi.

## Naufragios
En la isla Ponui tuvo lugar el naufragio del Pupuke.[cita requerida]